# Gaffney
Gaffney är administrativ huvudort i Cherokee County i South Carolina. Orten har fått sitt namn efter bosättaren Michael Gaffney. Enligt 2020 års folkräkning hade Gaffney 12 764 invånare.